# 木桐酒庄

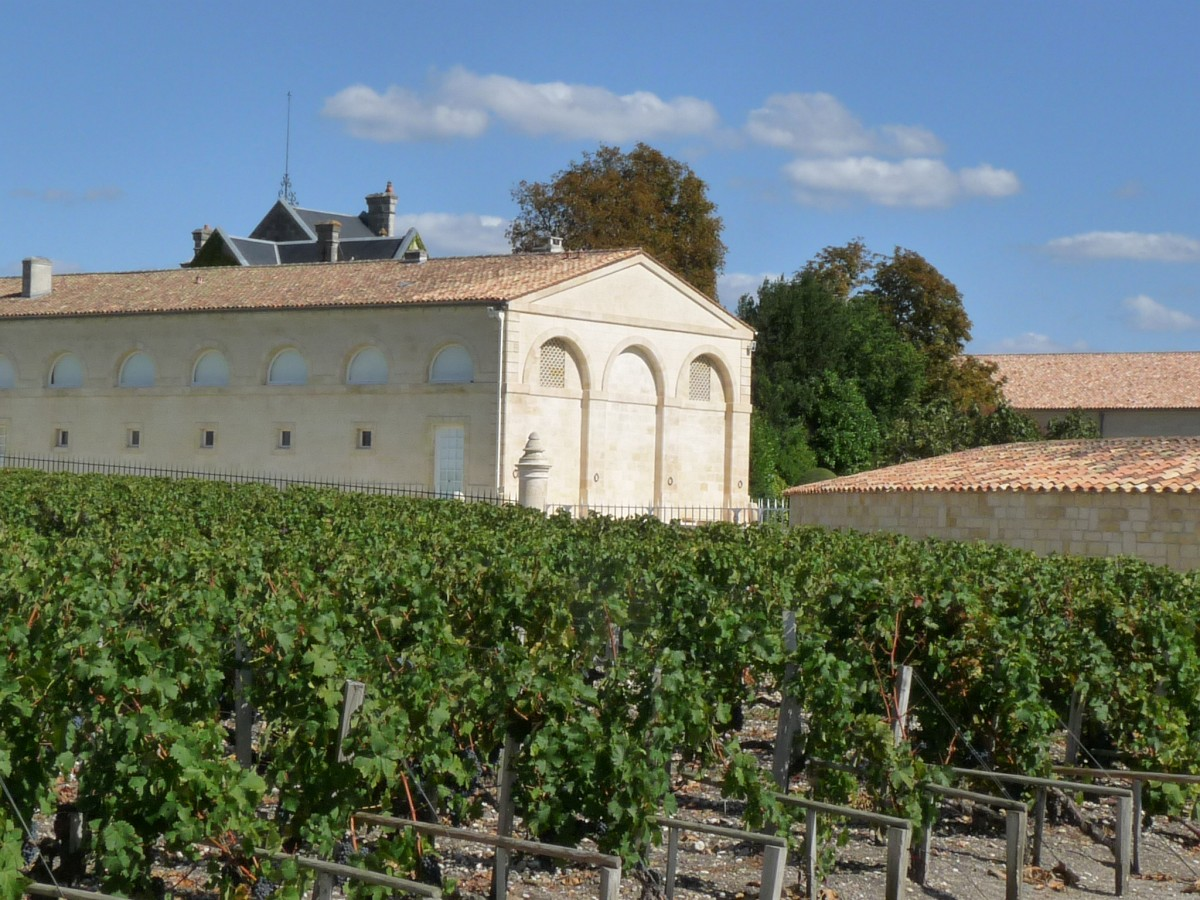
木桐酒庄

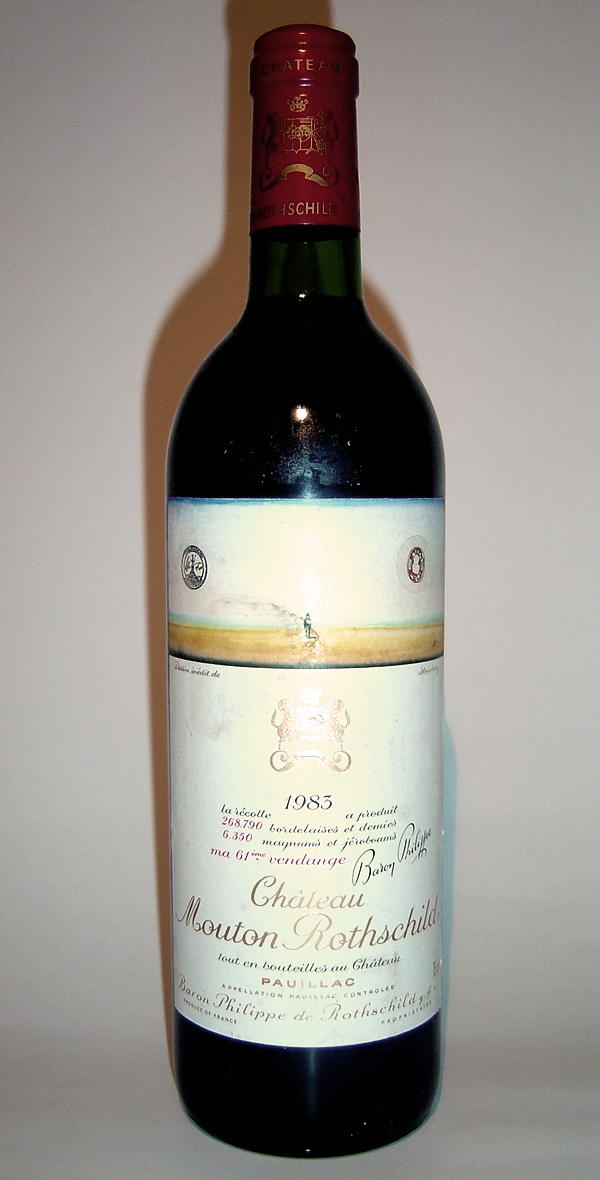
木桐酒庄出產的葡萄酒

木桐酒莊，又名武當酒莊，全名木桐·羅斯柴爾德酒莊（法語：audioⓘ/mu.tɔ̃/），是位於法國梅多克地區，坐落在波亞克市的葡萄酒莊園。該莊出產的葡萄酒是享譽世界的波爾多葡萄酒之一。
木桐酒莊在目前法國官方排名中，是位列第一等（Premier Grand Cru）的五大酒莊之一，與瑪歌酒莊，拉圖酒莊，拉菲酒莊和歐布里昂酒莊共享該殊榮。
該酒莊的象徵徽章為奧格斯堡公羊。

## 歷史
木桐酒莊，原名為「Château Brane-Mouton 」，在1853年被Nathaniel de Rothschild改名為「Château Mouton Rothschild」，也是第一個開始完全由酒莊自己裝瓶的莊園。
1855年的法國波爾多酒官方分類是針對酒類市場所做出的分類，但唯一一個擁有高價位卻被排拒於一級酒莊行列之外的就是木桐酒莊，當時Philippe Rothschild 男爵稱此為「可怕的不平等」，因為它的葡萄園最近被英國人買走而不再由法國人持有。  然而Rothschild的持有者對此一直不死心，堅持著一級酒莊的價位，並想辦法讓木桐酒莊從二級升為一級酒莊。 這在當時是近乎不可能的任務，因為酒莊升等的條件中，除了法國官方的繁複的程序以外，還必需有1855年分類中53家酒莊主人的一致認可才行。  然而，在木桐酒莊主人堅持努力下，得到了幾乎全部酒莊主人的同意，唯一的反對者是他的表哥 - 當時拉菲酒莊的主人。  但最後也在1973年時得到Laffie的同意，由當時農業部長席哈克確認其升級為一級酒莊。

## 葡萄園
木桐酒莊在往Gironde Estuary的斜丘上著自己的葡萄園，主要出產赤霞珠，大約有0.8km2。 出產的葡萄大約是赤霞珠（卡本內-蘇維濃）(77%)、梅洛(11%)、品丽珠(10%)和小維多(2%)。 酒放至在橡木桶發酵槽裡發酵（它們是梅多克仍在使用的少數酒莊之一），接著放在新的橡木桶裡培養。

## 標籤
Philippe de Rothschild男爵想出了一個點子，讓每年的標籤都由一個當時有名的藝術家設計。1924年为了庆祝首次酒庄自己罐装成品酒成功，当时的Philippe de Rothschild男爵邀请了当时古巴著名的海报设计师Jean Carlu为这瓶酒设计了一款另类酒标，由此开创了葡萄酒艺术设计的先河。
1945年，第二次世界大战胜利，法國解放，世界和平，这恰巧也是Bordeaux葡萄酒的最佳年份之一。Philippe de Rothschild男爵委托青年画家Philippe Jullian绘制一副“V”的胜利标签。自此以后，庄主每年邀请当年的有名画家，为葡萄酒设计并绘制标签。仅有两次的例外，其标签是由酒庄自己设计。
為了慶祝擁有木桐酒莊100週年，Nathaniel de Rothschild男爵的肖像被使用在1953年的標籤上。
在1977年，英國女王伊莉莎白二世以及其母親伊莉莎白王太后(伊麗莎白·鮑斯-萊昂)拜訪了木桐酒莊，這次的拜訪也被設計在標籤上作為紀念。
值得一提的是1973年，这一年Mouton酒庄的酒重新被评定为一级，并且当年正是由Pablo Picasso绘制的酒神祭作为标签。
歷史上有兩次「在同一個年份中的酒上使用了兩個標籤」的特殊例外。  第一次是在1978年，蒙特婁藝術家Jean-Paul Riopelle提出了兩個標籤，Philippe de Rothschild男爵因為兩個都很喜，所以就將生產的酒分成兩匹分別使用兩個標籤。  
另一次是在1993年，波蘭裔的法國畫家巴爾蒂斯在標籤上畫了一個性感的裸體少女，因此被美國菸酒槍械爆炸物管理局(BATFE)禁止上市。  當時有人建議酒莊主人更換標籤，但當時的酒莊主人 － Philippine女爵 (Philippe男爵的女兒)堅持不換，因此當年在美國上市的年份酒是和其他市場不同的版本，其標籤以空白取代原本裸女的位置，但此舉反而引起收藏家的競相收購兩個不同的版本，使得93年的酒價上升不少。  
這個換標籤的特色導致在拍賣會上，木桐酒莊的酒比其他四個未每年更換標籤的一級酒莊更為昂貴也更有收藏價值。

## 商業發展
在1980年，木桐酒莊宣佈與Robert Gerald Mondavi合作，在美國加州的Oakville創立了Opus One酒莊，在1990年代，在總裁Cor Dubois的領導下迅速拓張了快一半的規模。  
1997年，木桐酒莊和智利的Concha y Toro酒莊合作，在智利的Maipo山谷生產以Cabernet Sauvignon主體的紅酒 - The Almaviva。
現今木桐酒莊的主人是Philippine女爵。

## 外部連結
- （英文）（法文）官方網站 （页面存档备份，存于）.